# Brachirus
A Brachirus a csontos halak (Osteichthyes) főosztályának sugarasúszójú halak (Actinopterygii) osztályába, ezen belül a lepényhalalakúak (Pleuronectiformes) rendjébe és a nyelvhalfélék (Soleidae) családjába tartozó nem.

## Rendszerezésük
A nembe az alábbi 18 faj tartozik:
- Brachirus aenea (Smith, 1931)
- Brachirus annularis Fowler, 1934
- Brachirus aspilos (Bleeker, 1852)
- Brachirus dicholepis (Peters, 1877)
- Brachirus elongatus (Pellegrin & Chevey, 1940)
- Brachirus harmandi (Sauvage, 1878)
- Brachirus heterolepis (Bleeker, 1856)
- Brachirus macrolepis (Bleeker, 1858)
- Brachirus muelleri (Steindachner, 1879)
- Brachirus niger (Macleay, 1880)
- Brachirus orientalis (Bloch & Schneider, 1801)
- Brachirus pan (Hamilton, 1822)
- édesvízi lepényhal (Brachirus panoides) (Bleeker, 1851)
- Brachirus selheimi (Macleay, 1882)
- Brachirus siamensis (Sauvage, 1878)
- Brachirus sorsogonensis (Evermann & Seale, 1907)
- Brachirus swinhonis (Steindachner, 1867)
- Brachirus villosus (Weber, 1907)